# Bibelweg
Ein Bibelweg ist ein Wander- oder Meditationsweg mit Unterwegsstationen, die in künstlerischer Form oder in Form von Informationstafeln mit der Bibel konfrontieren und Gelegenheit zur Meditation über biblische Themen geben wollen. Ein Bibelweg ist in der Regel an öffentlichen Wegen und entweder als Rundweg oder als Weg zu einem Ziel angelegt, er kann einzeln oder in privaten Gruppen begangen werden, aber auch als gemeinsame Wallfahrt oder Prozession oder als methodisches Angebot innerhalb von (christlichen) Veranstaltungen. Auch dieses gemeinsame Gehen wird Bibelweg genannt. Es gibt spezielle Osterwege, die rund um die Osterzeit den Weg Jesu zum Kreuz und zur Auferstehung erlebbar machen.
Bibelwege wurden in unterschiedlicher Trägerschaft errichtet und meist durch Kirchengemeinden angeregt. Einige entwickelten sich als übergemeindliches und sogar ökumenisches Projekt. Sie werden verstanden als „Impuls dafür, Menschen auf die Bibel aufmerksam zu machen und die pastorale Arbeit bibelorientierter zu gestalten“, so Wolfgang Schwarz, Leiter des Österreichischen Katholischen Bibelwerks.

## Ausführungen
Begehbare Bibelwege gibt es in verschiedenen Ausführungen:

### Schautafeln/Schilder
Einige bestehen aus einer Aneinanderreihung von Schautafeln, die in bestimmten zeitgeschichtlichen Abständen, wie zum Bsp. beim „Bibelweg an der Glatt“ angeordnet sind. Beim Bibelweg Heimsheim werden Tiere und Geschichten der Bibel besonders in den Fokus gerückt, auch mit Hilfe von Tafeln.

### Stelen
Ausschließlich mit Stelen aus Stein bzw. einer Metallplatte in Buchform besteht der Bibelweg Oberkotzau.

### Gemischte Objekte
Anders verhält es sich beim Bibelweg Burgoberbach/Neuses: Dieser wird mit Steinstelen und Kunstobjekten aus Naturmaterialien angelegt. Ebenso gehören Kapellen/Kirchen und „Marterln“ bzw. Ruheplätze dazu.
Beim Bibelweg im Waldachtal (Schwarzwald) gibt es mehrere Stationen, wo man biblische Ereignisse ähnlich wie in einem Freilichtmuseum nachempfinden kann.  

### Skulpturen
Der „Fränkische Bibelweg“ besteht aus Holzskulpturen, die in der Natur am Wegesrand aufgestellt wurden.

### Anlage in der Umgebung
Einige Bibelwege sind als Rundwege (Bibelweg an der Glatt, Bibelweg Heimsheim, Bibelweg Waldachtal) angelegt, andere mit einem Start und Zielpunkt (Bibelweg Burgoberbach) bzw. zusätzlichen losen Erweiterungen (Bibelweg Oberkotzau).